# Bataille de Champagne (1914-1915)
Pour les articles homonymes, voir Bataille de Champagne.
Première Guerre mondiale
Batailles
Front d'Europe de l’Ouest
- Liège (8-1914)
- Namur (8-1914)
- Frontières (8-1914)
- Anvers (9-1914)
- Grande Retraite (9-1914)
- Marne (9-1914)
- Course à la mer (9-1914)
- Yser (10-1914)
- Messines (10-1914)
- Ypres (10-1914)
- Givenchy (12-1914)
- 1re Champagne (12-1914)
- Hartmannswillerkopf (1-1915)
- Neuve-Chapelle (3-1915)
- 2e Ypres (4-1915)
- Colline 60 (4-1915)
- Artois (5-1915)
- Festubert (5-1915)
- Quennevières (6-1915)
- Linge (7-1915)
- 2e Artois (9-1915)
- 2e Champagne (9-1915)
- Loos (9-1915)
- Verdun (2-1916)
- Redoute Hohenzollern (3-1916)
- Hulluch (4-1916)
- 1re Somme (7-1916)
- Fromelles (7-1916)
- Arras (4-1917)
- Vimy (4-1917)
- Chemin des Dames (4-1917)
- 3e Champagne (4-1917)
- 2e Messines (6-1917)
- Passchendaele (7-1917)
- Cote 70 (8-1917)
- 2e Verdun (8-1917)
- Malmaison (10-1917)
- Cambrai (11-1917)
- Bombardements de Paris (1-1918)
- Offensive du Printemps (3-1918)
- Lys (4-1918)
- Aisne (5-1918)
- Bois Belleau (6-1918)
- 2e Marne (7-1918)
- 4e Champagne (7-1918)
- Château-Thierry (7-1918)
- Le Hamel (7-1918)
- Amiens (8-1918)
- Cent-Jours (8-1918)
- 2e Somme (9-1918)
- Bataille de la ligne Hindenburg
- Meuse-Argonne (10-1918)
- Cambrai (10-1918)

Front italien
Front d'Europe de l’Est
Front des Balkans
Front du Moyen-Orient
Front africain
Bataille de l'Atlantique
La bataille de Champagne, par rétronymie première bataille de Champagne, est une offensive des armées françaises contre les armées allemandes en région Champagne lors de la Première Guerre mondiale. Elle fait partie d'une série d'offensives prévue entre la mer du Nord jusqu'à Verdun. L'offensive commence le 14 décembre 1914 et se poursuit jusqu'au 17 mars 1915.

## Situation

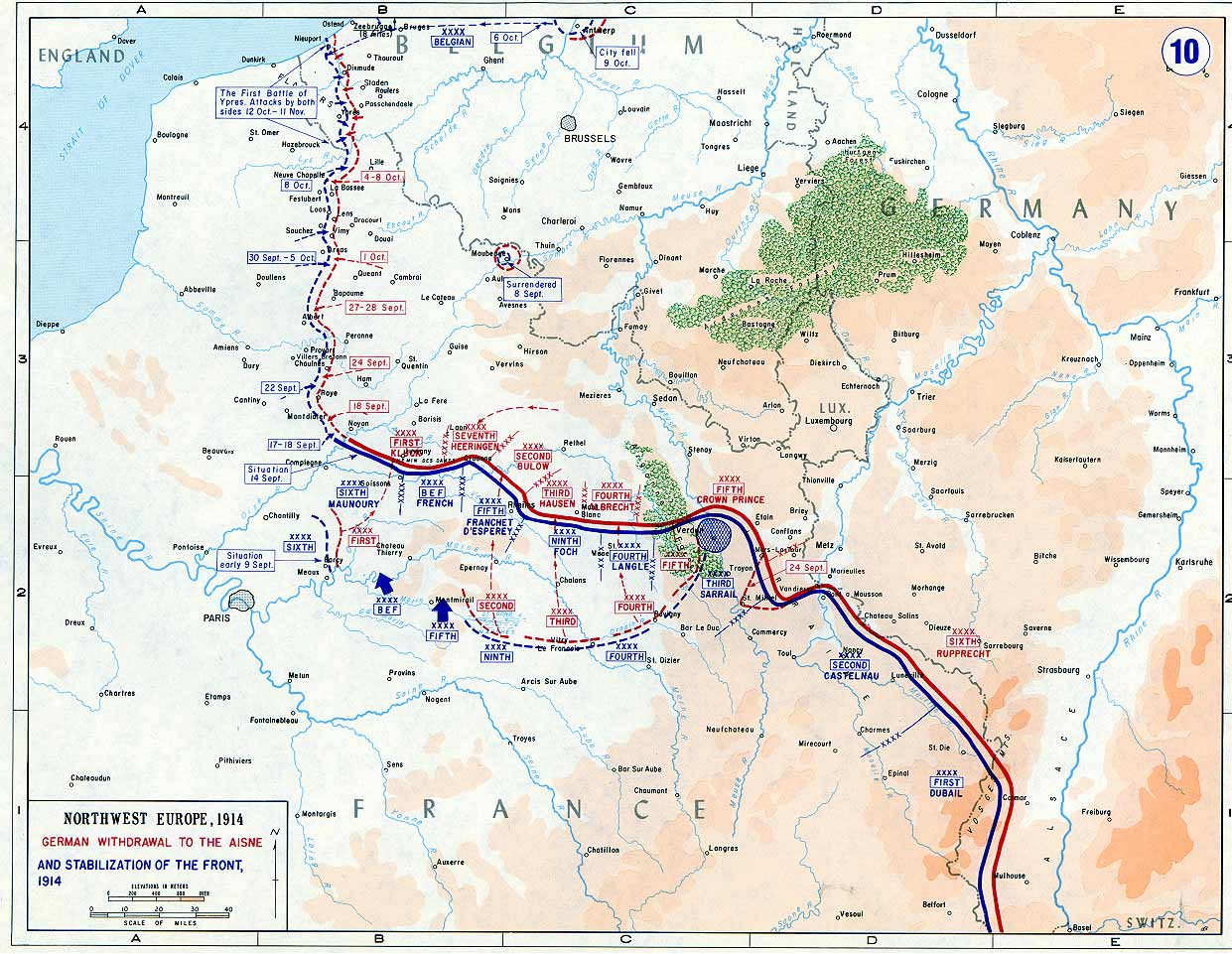
Front au déclenchement de l'offensive.

Malgré la dégradation du temps et le renforcement des défenses allemandes, les Français et les Britanniques projettent une offensive générale depuis la mer du Nord jusqu'à Verdun. Ce serait la première offensive d'importance depuis la course à la mer. Français et Britanniques sont en supériorité numérique par rapport aux Allemands. Beaucoup de troupes allemandes sont envoyées sur le front Est pour stopper l'avancée russe. Fin novembre 1914, le général Joffre demande de pousser les lignes françaises à distance d’assaut des positions allemandes partout où il est envisageable d'attaquer. Dans le cas contraire, il ordonne de renforcer les défenses pour rendre ces points inviolables. La résistance des tranchées et la bravoure des soldats allemands obligent les états-majors à revoir rapidement leur plan. Le projet d'une offensive générale est abandonné pour se concentrer sur des zones qui ont montré des faiblesses au cours de premiers jours de l'offensive.

## Déroulement
La 4e armée française doit attaquer en direction d’Attigny.
L'effort principal est réalisé par le 12e CA et le 17e CA entre Saint-Hilaire-le-Grand et Perthes-lès-Hurlus en direction de Somme-Py:
- Le 12e CA doit attaquer entre la cote 147 et Souain.
- Le 17e CA doit lui attaquer dans la zone de Perthes-lès-Hurlus.
- Le 1er CA reste en réserve.
- Le 2e CA doit maintenir ses positions.
- Le 1er CAC doit attaquer les hauteurs au nord-est de Beauséjour[4].

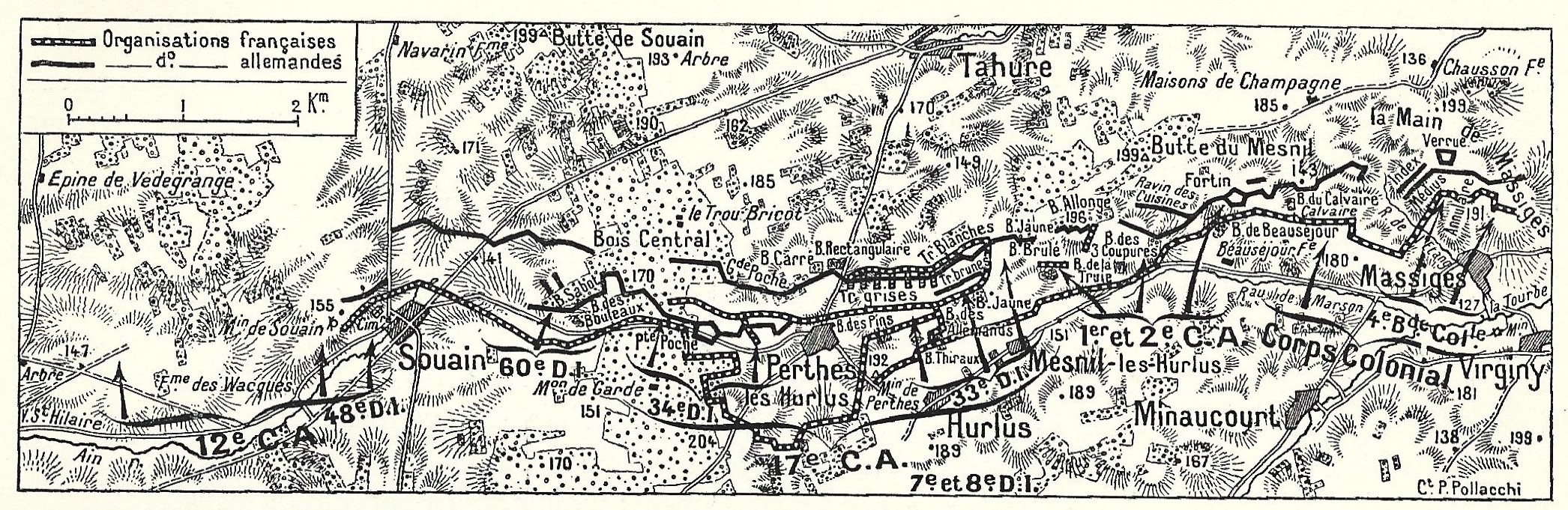
Offensive de la 4e armée française en Champagne

### Décembre 1914
Les combats se concentrent vers Perthes-lès-Hurlus, Massiges, ferme de Beauséjour.

#### 20 décembre 1914
Le 17e CA lance trois attaques avec la 33e DI :
1. À gauche, un bataillon du 207e RI avance jusqu’au bois de bouleaux.
2. Au centre, un des deux bataillons du 20e RI est bloqué.
3. À droite, le deuxième bataillon du 20e RI est également bloqué.

Le 17e CA lance également une attaque avec sa 34e DI : deux bataillons du 83e RI et deux bataillons du 14e RI. Un seul bataillon du 83e RI parvient à enlever quelques éléments. Les autres bataillons sont tenus en échec.
Le 1er CAC attaque entre la croupe Calvaire et la cote 180. La colonne de gauche est composée d’un bataillon du 22e RIC et un bataillon du 33e RIC. La colonne de droite est formée par deux bataillons du 7e RIC. Le calvaire de Beauséjour et les tranchées ennemies sont pris en très peu de temps. C’est un succès.

#### 21 décembre 1914
Le 12e CAA échoue à attaquer entre le Moulin de Souain et Souain.
Du côté du 17e CA :
- La 33e DI a fait quelques progrès pendant la nuit.
- Du côté de la 34e DI, un bataillon du 83e RI et un bataillon du 59e RI ont atteint la route de Souain à Perthes.

Le 1er CAC organise le terrain conquis et repousse deux contre-attaques allemandes.

#### 22 décembre 1914
La 4e armée organise le terrain conquis les jours précédents et repousse plusieurs contre-attaques.

#### 23 décembre 1914
Le 17e CA attaque avec un bataillon du 20e RI et un bataillon du 7e RI de la 33e DI. Ils prennent avec succès la position des Tranchées brunes et repoussent les contre-attaques.

#### 24 décembre 1914
Le 17e CA continue d’attaquer avec la 33e DI. Deux compagnies du 11e RI prennent les positions du bois Jaune et du bois Mouton. Elles parviennent à repousser les contre-attaques ennemies.

#### 25, 26 et27 décembre 1914
La 4e armée organise ses nouvelles positions, règle son artillerie et prépare des sapes.

#### 25 décembre 1914
Le Général de Langle revoit son plan initial :
- Le 12e CA doit maintenir ses positions.
- L'effort principal se déplace entre Perthes-lès-Hurlus et Massiges. Il sera réalisé par le 17e CA, le 1er CA et le 1er CAC.
- Le 2e CA doit toujours maintenir ses positions.

#### 28 décembre 1914
Le {{1er}|CAC}} échoue à attaquer les tranchées de la Verrues.

#### 30 décembre 1914
Un bataillon du 9e RI de la 33e DI du 17e CA attaque avec succès les Tranchées blanches.
La 34e DI du 17e CA échoue à avancer.

#### 31 décembre 1914
Malgré les bombardements, les contre-attaques allemandes sont repoussées.

### Janvier 1915

#### Nuit du 7 au8 janvier 1915
- Le saillant de la cote 200 est perdu par le 83e RI puis repris par la 14e DI.
- Le village de Perthes-lès-Hurlus est occupé par le 88e RI après l’évacuation allemande.
- La contre-attaque allemande sur Perthes et la cote 200 est un échec.

#### 9 janvier 1915
Le 1er CA parvient à avancer jusqu’à la lisière du bois des Trois-Coupures et enlève la position du « Fortin ».

#### 10 janvier 1915
Les mauvaises conditions climatiques obligent à la suspension des combats pour quelques jours.

### Fin de la première partie des combats
Les positions conquises permettent de tenir l'ennemi sous la menace d'une attaque.
Le général Joffre demande de laisser en première ligne un minimum d'hommes pour assurer la sécurité. Le reste des troupes est envoyé à l’arrière pour reprendre des forces. Les états-majors travaillent sur les reconnaissances, les liaisons et vérifient les lignes de défense. L’artillerie en profite pour améliorer ses observatoires et gêner les travaux adverses.
De nouveaux renseignements sont remontés au général Joffre. L'Allemagne puise dans ses dépôts pour constituer de nouveaux corps d'armée. Ils sont aussi bien envoyés sur le front occidental que sur leur front oriental. L’hypothèse que l'Allemagne dégarnit son front Ouest en faveur de l'Est ne tient plus.

#### 21 janvier 1915
Le général Joffre décide de poursuivre l’offensive de la 4e armée. Il constitue d’importantes réserves pour soit exploiter une hypothétique brèche, relancer des attaques soit bloquer une offensive allemande.
Les forces suivantes vont être déplacées dans la région de la 4e armée en renfort avant déclenchement des opérations du Général de Langle :
- La 7e DI du 4e CA de la 5e armée ;
- Le 2e CA retiré de la 3e armée en Argonne ;
- Le 1er Corps de cavalerie venant de la 2e armée[8].

### Février 1915

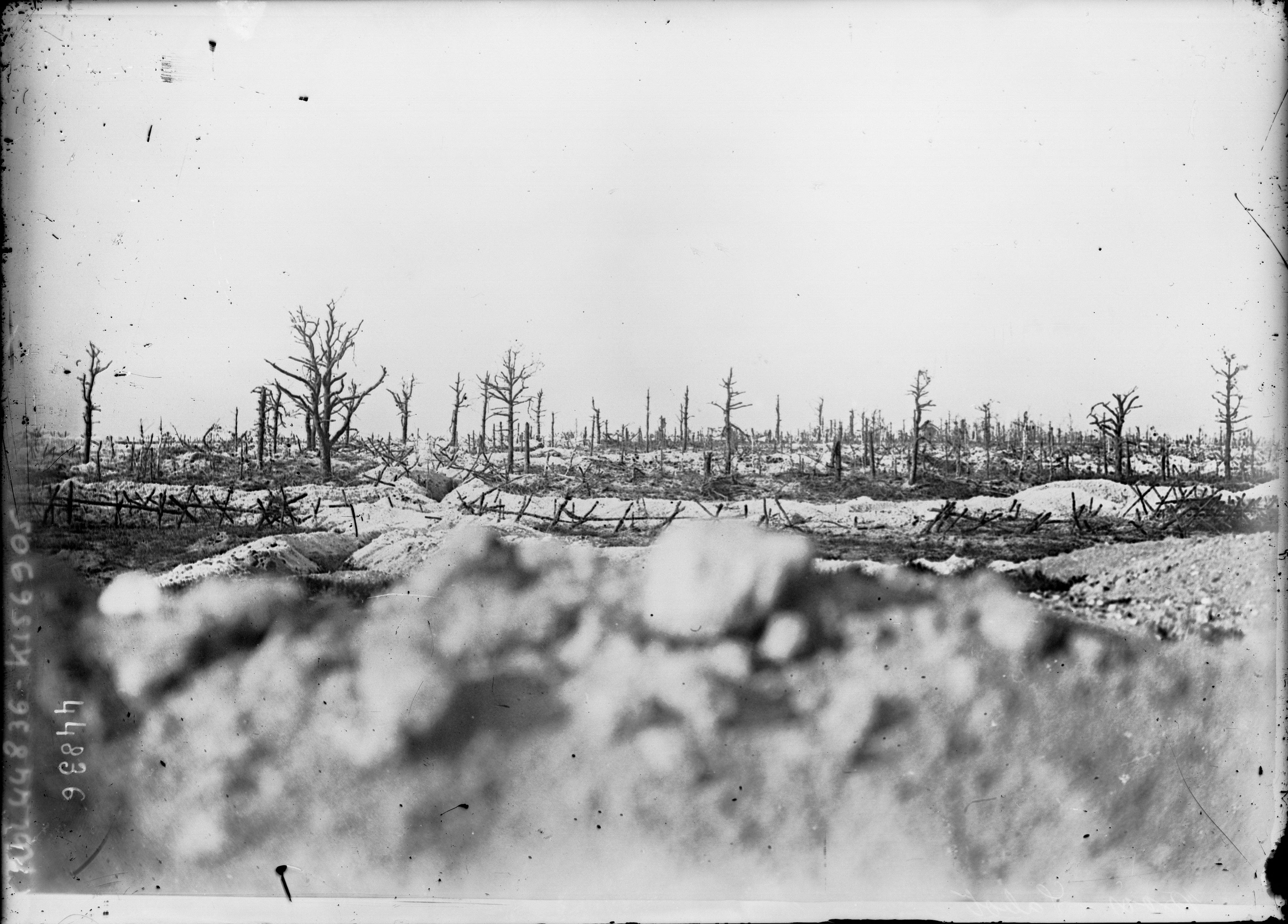
Vue du bois Sabot entre Souain et Perthes

Le général de Langle revoit une nouvelle fois sa stratégie pour se concentrer sur un front de huit kilomètres. Il s’étend de Perthes à l'Ouest, jusqu’au fortin de Beauséjour à l'Est. Le front est à ce moment-là tenu par le 1er CA et le 17e CA.
Le 12e CA et le 1er CAC doivent se maintenir respectivement sur l'aile gauche et l'aile droite de l'offensive. En menaçant les lignes allemandes d’une potentielle attaque, ils empêchent un redéploiement sur la zone principale des combats.
La 60e DI mène une attaque secondaire sur le bois Sabot juste à l'ouest de Perthes.
Le général de Langle vise « une rupture totale des lignes allemandes ».

#### 3 février 1915
Les Allemands lancent une attaque au nord de Massiges en fin de matinée. Ils parviennent dans un premier temps à prendre la première ligne des tranchées du Médius, de l’Annulaire et de la cote 191. Le 4e RIC et le 8e RIC contre-attaquent sans parvenir à reprendre l’Annulaire.

#### 12 février 1915
Initialement prévue pour ce jour, l'attaque doit être repoussée pour des raisons météorologiques.
Un bataillon du 271e RI n’a pas reçu l’information et lance l’attaque sur le bois Sabot. Après avoir pris par surprise les deux premières tranchées allemandes, une violente contre-attaque l’oblige à se replier.

#### 16 février 1915
L'attaque générale est lancée à 10 h 00.
Le 1er CA attaque avec la 1re DI et 2e DI :
- Le 43e RI de la 1re DI enlève la partie Sud du « Fortin ». Le 84e RI de la même division s’enfonce de 400 mètres dans les tranchées à l’est de la lisière nord du bois de la Truie.

- Le 110e RI de la 2e DI parvient à prendre pied dans les Tranchées blanches. Le 33e RI de la même division échoue devant les Tranchées grises.

Le 17e CA attaque avec sa 33e DI et 34e DI :
- Le 11e RI et un bataillon du 207e RI (il est ici rattaché à la 33e DI) sont repoussés sur leurs tranchées de départ. Un bataillon du 20e RI et deux compagnies du 7e RI sont parvenus à se positionner dans le bois rectangulaire. Ils tiennent la lisière sud du bois.

- Le 88e RI de la 34e DI renforcé par un bataillon du 159e RI atteint ses objectifs et tient ses positions.

La 60e DI est bloquée derrière les tirs de barrage allemands. Elle se retrouve dans l’incapacité de menacer le bois Sabot.

#### 17, 18 &19 février 1915
Les 1er et 17e CA répètent leurs attaques sur les positions ennemies. Quelques gains sont réalisés mais les Allemands reçoivent des renforts et lancent de violentes contre-attaques.
Joffre donne le feu vert au Général de Langle pour rapprocher le 2e CA et engager une DI dans l’offensive.

#### 20 février 1915
Le général Joffre met à la disposition du Général de Langle :
- Les groupes de cyclistes du 1er Corps de cavalerie ;
- La 8e DI du 4e CA de la 3e armée ;
- La 4e DI du 2e CA aussi de la 3e armée.

Le 16e CA de la 2e armée est déplacé dans la région d'Épernay-Châlons pour intervenir en cas de coup dur. Il est renforcé par la 48e DI fraîchement créée.
Une partie de l'artillerie lourde de la 3e armée doit prendre à partie l’artillerie allemande sur son côté gauche en face de la 4e armée.
Le général Joffre demande à de Langle de faire intervenir rapidement le 1er CAC ainsi que le 12e CA. Il estime qu’avec l’ensemble des moyens mis à sa disposition, le général de Langle doit montrer rapidement des succès.

#### 23 février 1915
À la suite des redéploiements, l’offensive est relancée avec plus d’intensité :
- Le 1er CA continue ses attaques sur le « Fortin » et le bois Jaune-Brulé. La progression est pénible et lente. Le 22e RIC est très éprouvé.

- Les 101e, 102e, 103e et 104e RI de la 7e DI arrivés en renfort au 17e CA ne parviennent pas à prendre les positions ennemies.

Le Général de Langle modifie le commandement de la ligne de front pour le simplifier :
- Entre Saint-Hilaire-le-Grand et le bois Sabot, le front est tenu par les 12e CA et 16e CA ainsi que par la 48e et 60e DI. Cette zone sera commandée par le Général Grosseti commandant du 16e CA.

- Entre le bois Sabot et Mesnil-lès-Hurlus, le front est tenu par le 4e et le 17e CA. Cette zone sera commandée par le général Dumas commandant du 17e CA.

- Entre Mesnil-lès-Hurlus et Beauséjour, le front est tenu par le 1er et le 2e CA. Cette zone sera commandée par le Général Gérard commandant du 2e CA.

#### 25 février 1915
Une attaque de nuit de la 60e DI sur le bois Sabot avec deux bataillons du 248e RI échoue.
Au milieu du front entre le bois Sabot et Mesnil-lès-Hurlus, les vagues d’assaut se brisent sur les mitrailleuses allemandes et les barrages d’artillerie lourde.
À l'est du front de menus progrès sont faits au « Fortin » et à la cote 196, lourdement défendu par le IR 63 prussien, qui avait formé les premiers groupes d'assaut,.

#### 27 et28 février 1915
Le 17e CA fait des progrès entre le bois Sabot et le Mesnil. Il en va de même pour le 1er CA entre le Mesnil et Beauséjour.

### Mars 1915

#### 1ermars 1915
Le 120e RI de la 4e DI du 2e CA a atteint ses objectifs à prendre la position. Le 51e RI de la 3e DI du 2e CA parvient à prendre la cote 196. Sur une très faible largeur, les défenses adverses sont percées de part en part.
Les puissantes contre-attaques allemandes ne parviennent pas à faire reculer la 4e DI.
La 1re DI du 2e CA tient la première ligne allemande du bois des Trois-Coupures jusqu'au « Fortin ».

#### 3 mars 1915
Un bataillon du 43e RI de la 1re DI du 1er CA attaque sans succès la butte du Mesnil.

#### 4 mars 1915
Les 51e RI et 128e RI de la 3e DI ainsi que les 120e RI et 9e bataillon de chasseurs à pied de la 4e DI du 2e CA réussissent à élargir leurs positions autour de la cote 196 et à arriver au bord du ravin des Cuisines.
Le général de Langle envoie la 61e brigade du 16e CA composée des 81e RI et 96e RI dans la zone du 2e CA pour exploiter ces derniers succès.
Le 81e RI parvient à sa deuxième tentative à prendre 250 mètres de tranchées allemandes dans la zone du bois Oblique et à se maintenir.
Très peu de progrès au centre de l’offensive, dans la région du Général Dumas.

#### 7 mars 1915
Sous les ordres du général Grossetti :
Une attaque est lancée entre le moulin de Souain et la route de Somme-Py. Le 201e RI et le 336e RI de la 60e DI progressent au-delà des entonnoirs laissés par l’explosion de leurs mines. Ils doivent reculer dès le 9 mars sous la pression allemande.
Deux bataillons du 15e RI du 16e CA prennent le contrôle d'une partie du bois Sabot mais rencontrent des difficultés à la lisière nord. Elle est dominée par une crête contrôlée par les Allemands qui les obligent à se replier.
Le général de Langle demande au généralissime l'approbation d’une offensive qu'il estime décisive. Le 16e CA renforcé par la 48e DI doit attaquer entre la cote 116 et la cote 198. Il n'y a plus que des défenses construites à la hâte. Avec assez de puissance, il n’est pas impossible de les faire céder, puis de progresser rapidement.

#### 8 mars 1915
Joffre approuve le projet du Général de Langle, sous réserve : si les résultats restent seulement locaux après trois ou quatre jours d’effort, quatre des cinq CA devront être remis à sa disposition. L'attaque débutera le 12 mars 1915.

#### 10 mars 1915
Des éléments du 15e RI et du 143e RI du 16e CA parviennent à prendre la crête derrière le bois Sabot.

#### 12 mars 1915
La 31e DI du 16e CA et la 48e DI attaquent au centre entre le chemin Mesnil-Tahure et la cote 199. À gauche, le 1er CA et à droite le 4e CA appuient l'attaque.
Les deux bataillons du 142e RI de la DI sont bloqués par les mitrailleuses et l’artillerie allemande. En fin de journée, ils n’ont pris possession que d’une petite longueur de tranchée au nord de la cote 196.
Deux compagnies du 174e RI de la 48e DI ont pris une tranchée à l'est du bois Jaune-Brulé.
Au soir du 12, les Français n'avancent plus mais ne reculent pas non plus sous la pression des contre-attaques allemandes.

#### 13 mars 1915
Le 91e RI de la 4e DI du 2e CA a perdu pendant la nuit entre 150 et 200 mètres de tranchées. Il parvient à rétablir la situation au petit matin. Les tranchées sont reprises et il est fait un nombre important de prisonniers.
Le 122e RI et le 142e RI de la 31e DI du 16e CA échouent à attaquer respectivement sur l'axe Beauséjour-cote 199 et à l'est de la cote 196.
Dans la journée, le régiment de tirailleurs marocains, le 170e RI et le 174e RI de la 48e DI n'avancent pas non plus.
Dans la nuit, le 170e RI parvient à enlever une partie des tranchées du bois Jaune-Brulé.

#### 14 mars 1915
Le 122e RI et le 142e RI de la 31e DI du 16e CA attaque à l’Est de la cote 196. Le 122e RI parvient à avancer jusqu’à 20 mètres de la cote. Les mitrailleuses du ravin des Cuisines et l’artillerie de la butte Mesnil empêchent le 142e RI de progresser.

#### 15 mars 1915
Les lignes françaises résistent à une grosse contre-attaque allemande.
Le 170e RI de la 48e DI enlève une tranchée aux Allemands à la lisière est du bois Jaune-Brulé.

#### 16 mars 1915
Après une première tentative infructueuse, les tirailleurs marocains et les algériens du 9e RIC de la 48e DI enlèvent les positions de la cote 196. Le 170e RI et le 174e RI avancent avec succès. La crête à l’Est de la cote 196 et la lisière nord du bois Jaune-Brulé sont aux mains des Français.

#### 17 mars 1915
Les Allemands contre-attaquent au prix de nombreuses pertes, en vain.
Le général Grossetti ne juge pas que les troupes adverses soient épuisées. Il estime qu'il faut employer des troupes fraîches en cas de poursuite de l'offensive.
Le général de Langle fait remonter à Joffre les résultats de l’offensive. Bien qu’ils soient plutôt positifs, ils restent maigres. Conformément aux ordres du 8 mars 1915, il suspend l'offensive de la 4e armée et consolide ses nouvelles positions.

#### 18 mars 1915
Joffre envoie ses félicitations et remerciements à la 4e armée et à son chef. Malgré des conditions climatiques très difficiles, la 4e armée s'est admirablement battue. Bien que modeste et incomplet, ce succès a montré qu’on pouvait percer les lignes ennemies comme l’a fait le 51e RI.

## Bilan

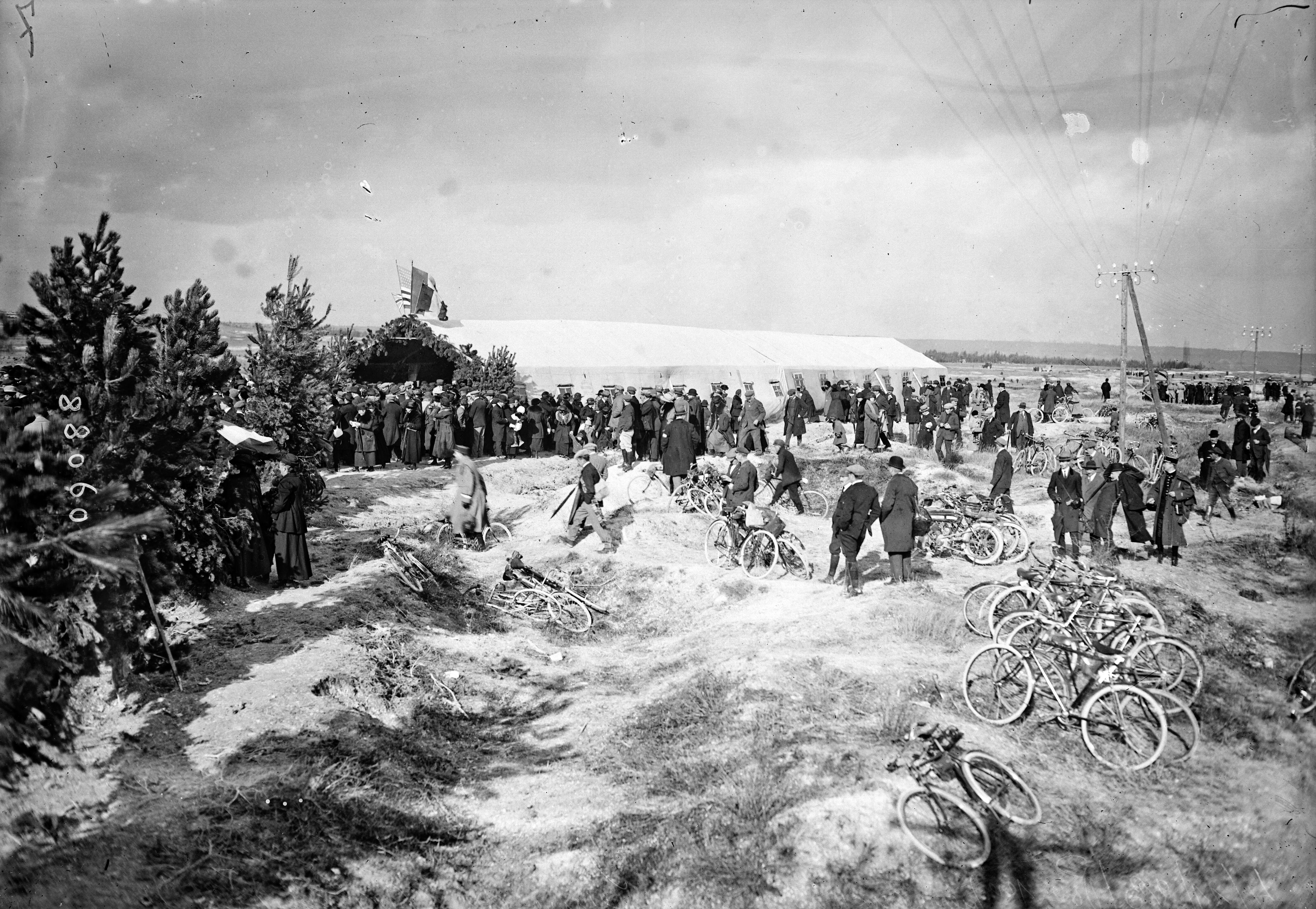
Pose de la première pierre du monument aux morts de Champagne à la ferme de Navarin, près de Sainte-Marie-à-Py, le 4 novembre 1923.

La bataille a donné une place importante à l'artillerie française, qui y a exprimé tout son potentiel.
Malgré les moyens employés et une grande bravoure des soldats, les résultats de l’offensive sont assez maigres.
La Première Guerre mondiale n'a débuté qu'il y a six mois mais l'étendue des pertes humaines est sans précédent dans l'Histoire. Rien que sur le front occidental, les Français, les Belges et les Britanniques ont perdu plus d'un million d'hommes, dont une grande majorité de Français. Les Allemands comptent environ 67 000 soldats tués, blessés ou disparus au combat.

## Commémoration
Tous les ans l'A.S.M.A.C (Association du Souvenir aux Morts des Armées de Champagne) commémore les morts français et alliés américains, polonais, russes et tchécoslovaques tombés sur le front de Champagne. La cérémonie se tient devant le monument de Navarin, à cheval sur la commune de Souain-Perthes-les-Hurlus et de Sainte-Marie-à-Py.